# Alois Senefelder
Aloys Johann Nepomuk Franz Senefelder, meglio noto come Johann Alois Senefelder (Praga, 6 novembre 1771 – Monaco di Baviera, 26 febbraio 1834), è stato un inventore e commediografo austriaco che inventò nel 1796 la tecnica di stampa della litografia, all'origine dell'odierna tecnologia offset.

## Biografia
Suo padre era un attore; Alois nacque a Praga, dove il padre si trovava in tournée. Il padre lo spinse verso gli studi e lo inviò a Monaco di Baviera. successivamente, Alois vinse una borsa di studio per studiare legge a Ingolstadt. Alla morte del padre, nel 1791, fu costretto ad abbandonare gli studi per sostenere la madre e i suoi otto fratelli. Si dedicò alla scrittura di drammi e commedie teatrali, ottenendo un certo successo.

### L'invenzione della litografia

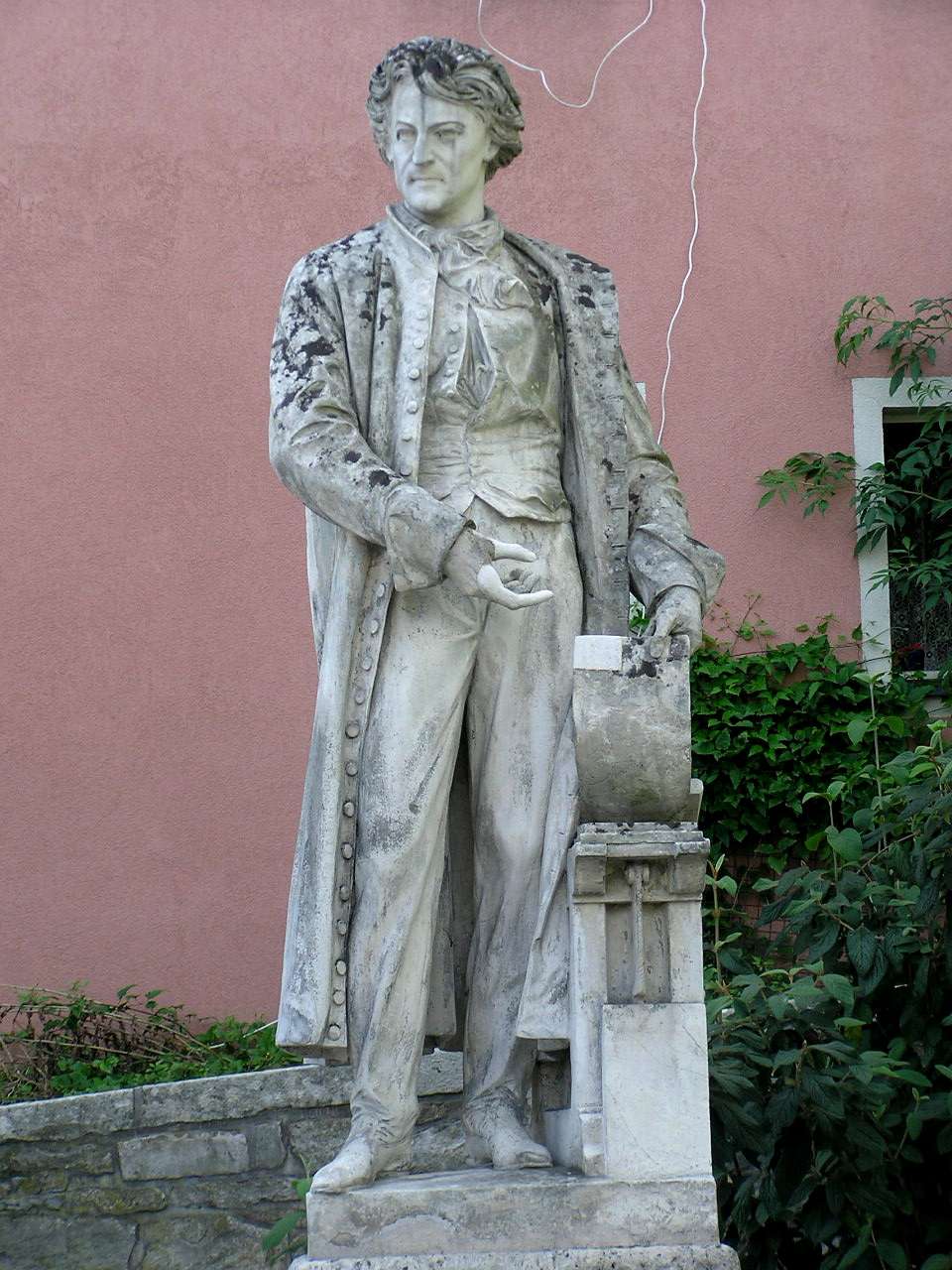
Monumento a Alois Senefelder in Solnhofen

Il sorgere di diverbi con gli editori lo persuasero a stampare in proprio le sue opere, ma non disponeva del denaro necessario per acquistare una pressa, una serie di tipi e la carta. Si dedicò alla ricerca di una metodologia meno costosa, sperimentando diversi procedimenti. Dopo un lungo periodo di prove ed errori, mise a punto una nuova tecnica di incisione usando l'inchiostro litografico (oleoso, resistente all'acido) e utilizzando una pietra particolare: il calcare di Solnhofen. Senefelder scoprì che il processo può essere impiegato per permettere la stampa dalla superficie piatta della pietra: si realizzò così il primo processo litografico nella storia della stampa.
Il procedimento si componeva delle seguenti fasi: levigazione della pietra (con pomice); disegno su di essa utilizzando inchiostri litografici; "preparazione della pietra", ovvero modifica della sua composizione chimica in superficie, trasformandola da carbonato di calcio in nitrato di calcio: ciò rende possibile far aderire l'inchiostro alla pietra sulle parti dove l'acido non ha potuto agire.
Senefelder inventò il torchio strisciante, che a differenza di quello a due piani a pressione, che avrebbe potuto causare la rottura della pietra, permette di esercitare la forte pressione necessaria su un solo tratto trasversale della pietra stessa.